# Coosa
Coosa, Jedno od glavnih plemena Muskogee, odnosno Upper Creek Indijanaca nastanjeno u ranom 19. stoljeću po brojnim selima u Alabami, sjeverozapadnoj Georgiji. Coose su do odlaska na Indijanski Teritorij Oklahomu kontrolirali sva naselja od Cahutta Mountainsa do Cumberland Mountainsa, sjeverno do Knoxvillea. Odlaskom Oklahomu (1832) osnovali su naselja Abihkutci, Tulsa Canadian i Tulsa Little River. Potomci im i danas žive u Oklahomi.